# فلولا بورگ
فلولا بورگ (آلمانی: Flula Borg؛ زادهٔ ۲۸ مارس ۱۹۸۲) بازیگر، فیلم‌نامه‌نویس، کمدین و خواننده اهل آلمان است.
از فیلم‌ها یا برنامه‌های تلویزیونی که وی در آن نقش داشته‌است، می‌توان به آوازخوان حرفه‌ای ۲، آلوین و سمورچه‌ها، زیاد ذوق‌زده نشو، میکی منتل، درمان بد و فردیناند اشاره کرد.